# Abtei Sablonceaux

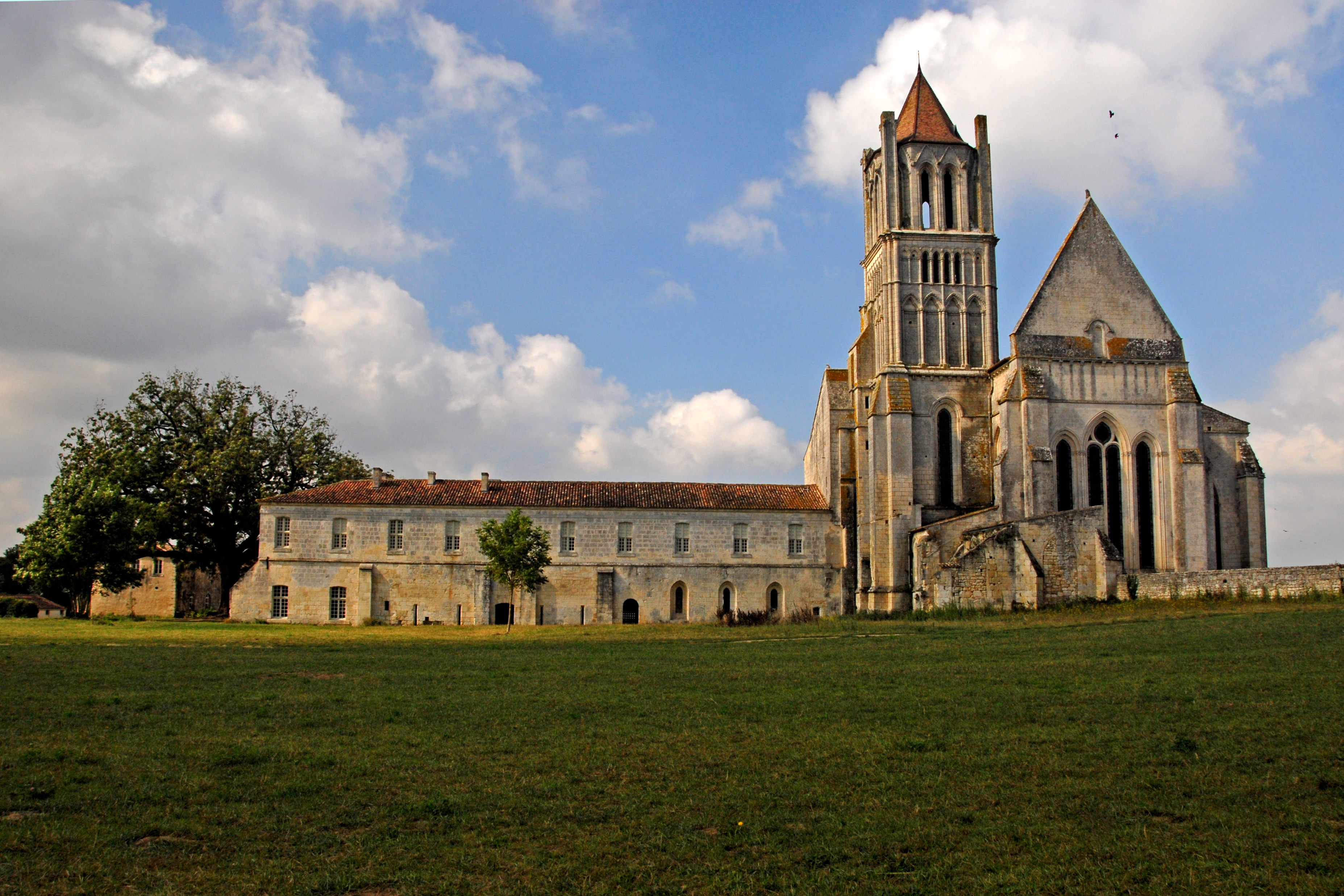
Abtei Sablonceaux, Ansicht von Osten

Die Abtei Sablonceaux war ehemals ein Augustiner-Chorherrenstift. Ihre Ruinen befinden sich rund 20 Kilometer westlich von Saintes, außerhalb des gleichnamigen französischen Ortes zwischen den Ortschaften Nancras und Saujon im Département Charente-Maritime in der Region Nouvelle-Aquitaine.

## Geschichte

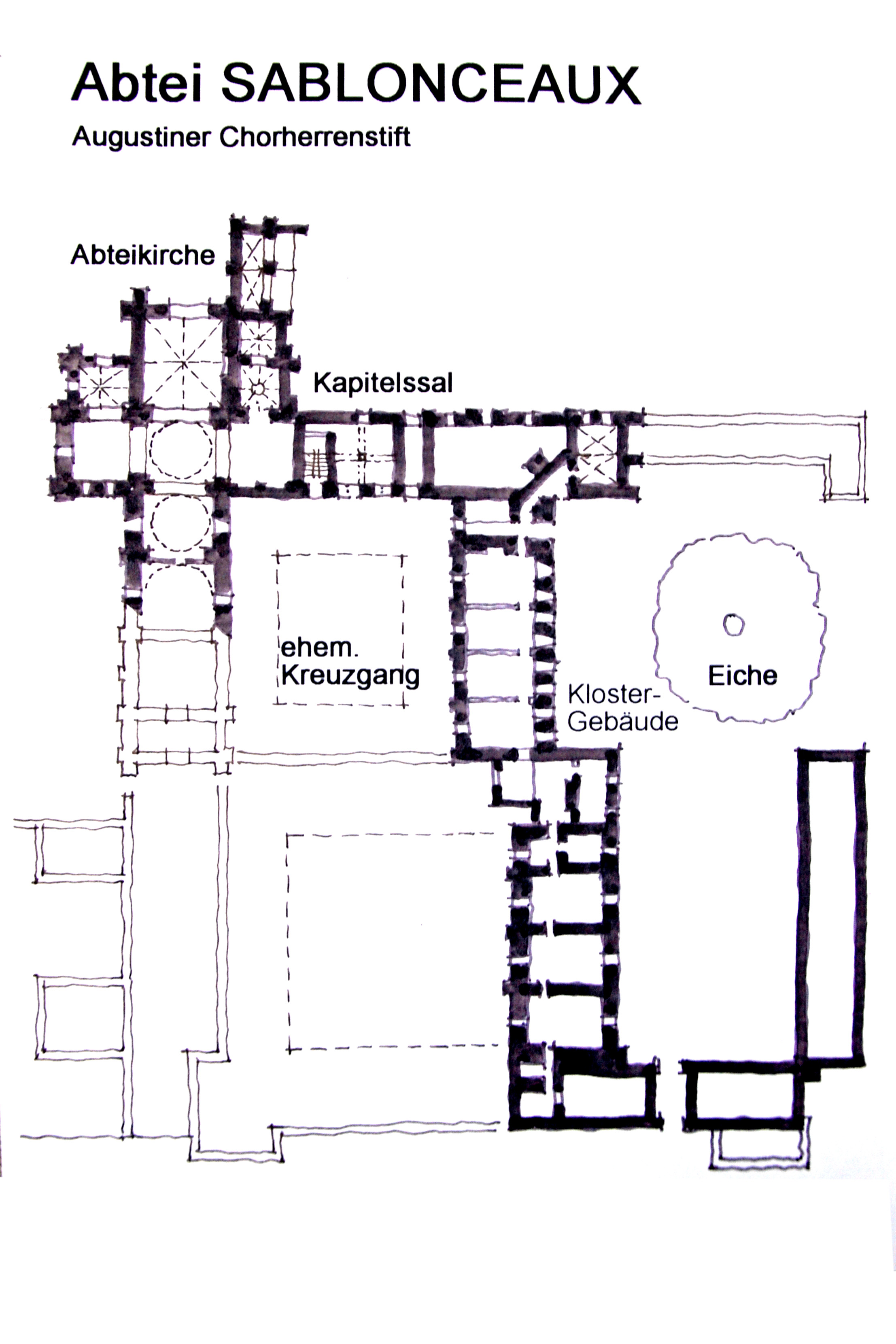
Grundriss

Wilhelm X., Herzog von Aquitanien, gründete die Abtei Sablonceaux im Jahr 1136 als Augustiner-Chorherrenstift. Durch Schenkungen des englischen Königshauses Anjou-Plantagenet und von einflussreichen Familien aus dem Gebiet der Charente kam die Abtei zu großem Reichtum. Sie profitierte in ihrer Blütezeit im 12. und 13. Jahrhundert auch von den Pilgerströmen auf einem nicht weit von der Abtei vorbeiführenden Jakobsweg nach Santiago de Compostela.
In den Zeiten des Hundertjährigen Krieges (1337–1453) und der Religionskriege im 16. Jahrhundert wurden die Bauten der Abtei – zuletzt durch Brandschatzungen der Hugenotten – in großen Teilen zum Einsturz gebracht und erheblich beschädigt.

## Baubeschreibung
Die Abteikirche ist eine einschiffige Kuppelkirche mit Querhaus und quadratischem Chor. Das westliche Joch des Schiffes und der Narthex sind gänzlich zerstört, das zweite Joch weist noch Reste der Seitenwände und Anschlussteile einer Kuppel auf. Das östliche Joch ist gegen Westen mit einer provisorischen Wand geschlossen. Der schlanke gotische Glockenturm, in der Ecke zwischen dem Chor und dem südlichen Querhausarm, und mit ihm die ganze Ostfassade der Abtei, ist dagegen recht gut erhalten.

## Baugeschichte
Die Abteikirche Notre-Dame stammt in wesentlichen Teilen noch aus dem 12. Jahrhundert. Die Vierung und drei Joche des ehemaligen Schiffes waren ursprünglich von kreisrunden Kuppeln eingewölbt, die durch Trompen (Hängezwickel) dem quadratischen Grundriss angeschlossen waren. Kuppelkirchen sind ein typisches Element der aquitanischen Romanik. Etwa 60 derartige Kuppelkirchen haben sich noch erhalten. Das Schiff war im Ganzen über 60 Meter lang, das Querhaus 30 Meter breit.
Der Chorraum ist das älteste gotische Bauelement der Anlage. Er wurde vermutlich im 13. Jahrhundert angefügt.
Im Jahr 1791 wurden die Klostergebäude mit Ausnahme der Kirche zum Volksgut erklärt und auf Abbruch an die Bevölkerung veräußert. Um einen abgeschlossenen Kirchenraum zu erhalten, zog man 1830 im Westen, vor den erhaltenen Kuppeln, eine provisorische Wand, die heute noch den Abschluss des Sakralraumes bildet.
Die Rettung der Reste der Abteigebäude, die zwischenzeitlich landwirtschaftlich genutzt wurden, kam vom Bischof von La Rochelle, der die Ruinen im Jahr 1986 erwarb. Nach umfangreichen Restaurierungs- und Sanierungsarbeiten werden die alten Gebäude wieder von katholischen Gemeinschaften mit ökumenischer Berufung genutzt.

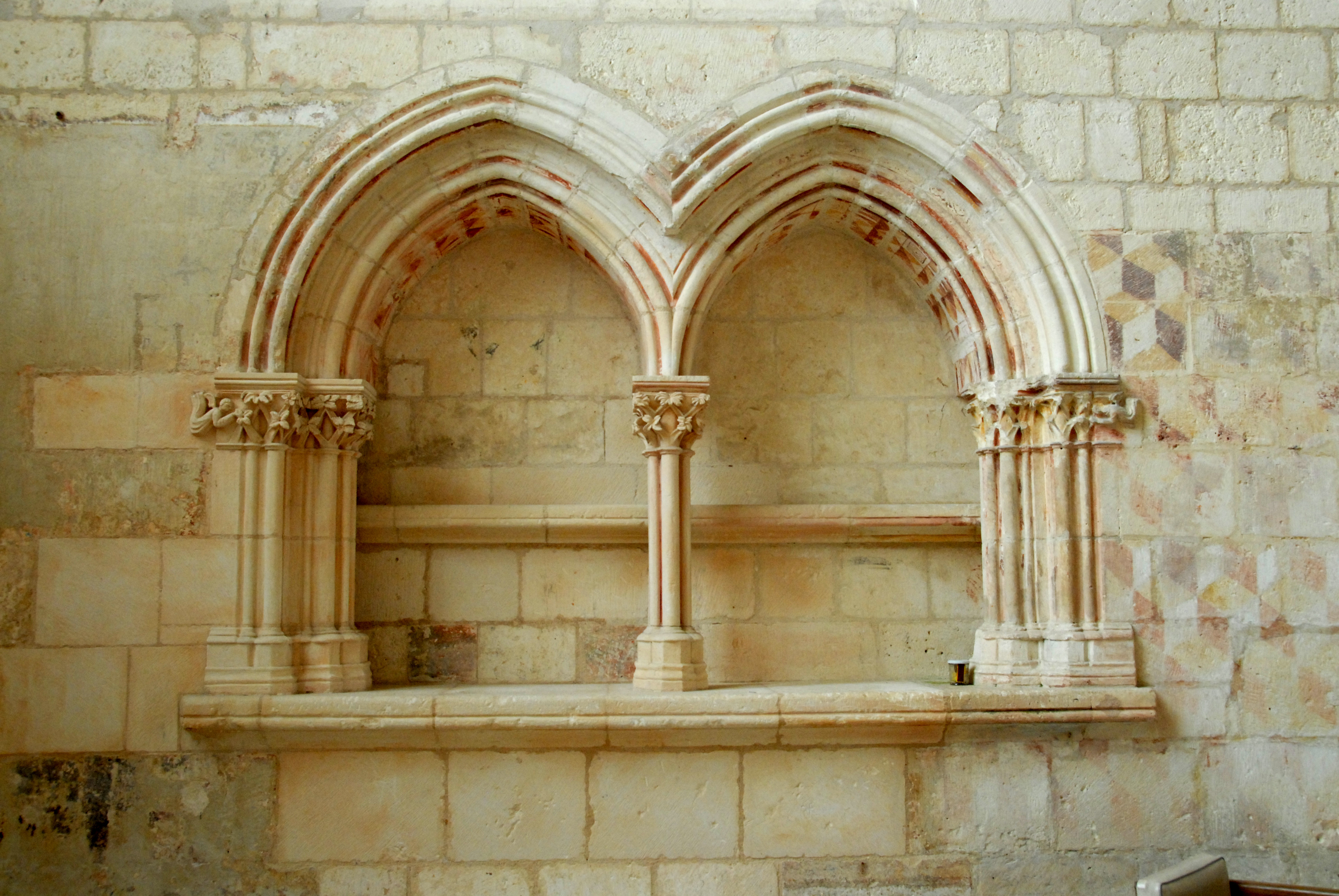
Gotische Wandnische im Chor
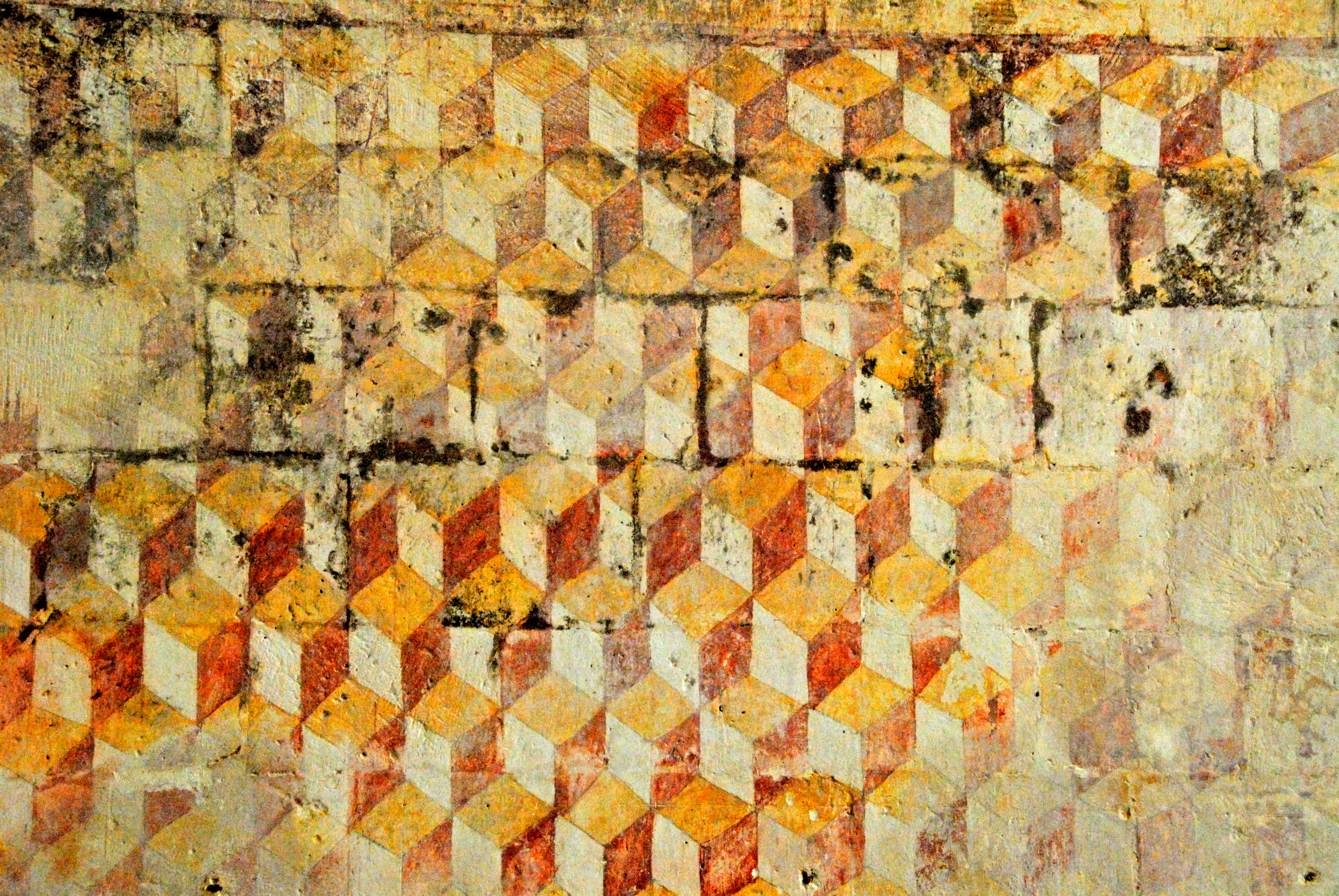
Gotisches Wandmuster
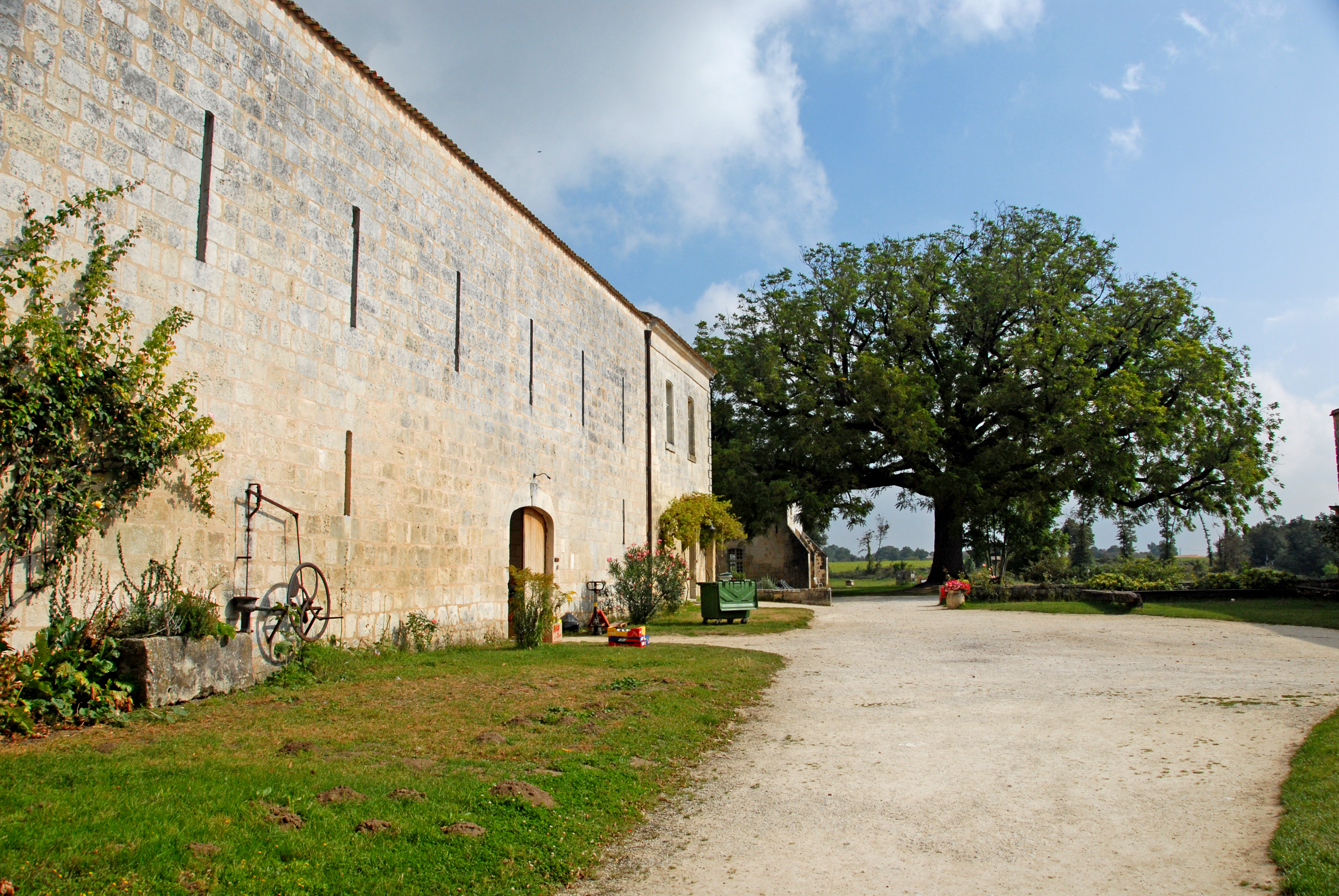
Nebengebäude mit romanischen Fenstern

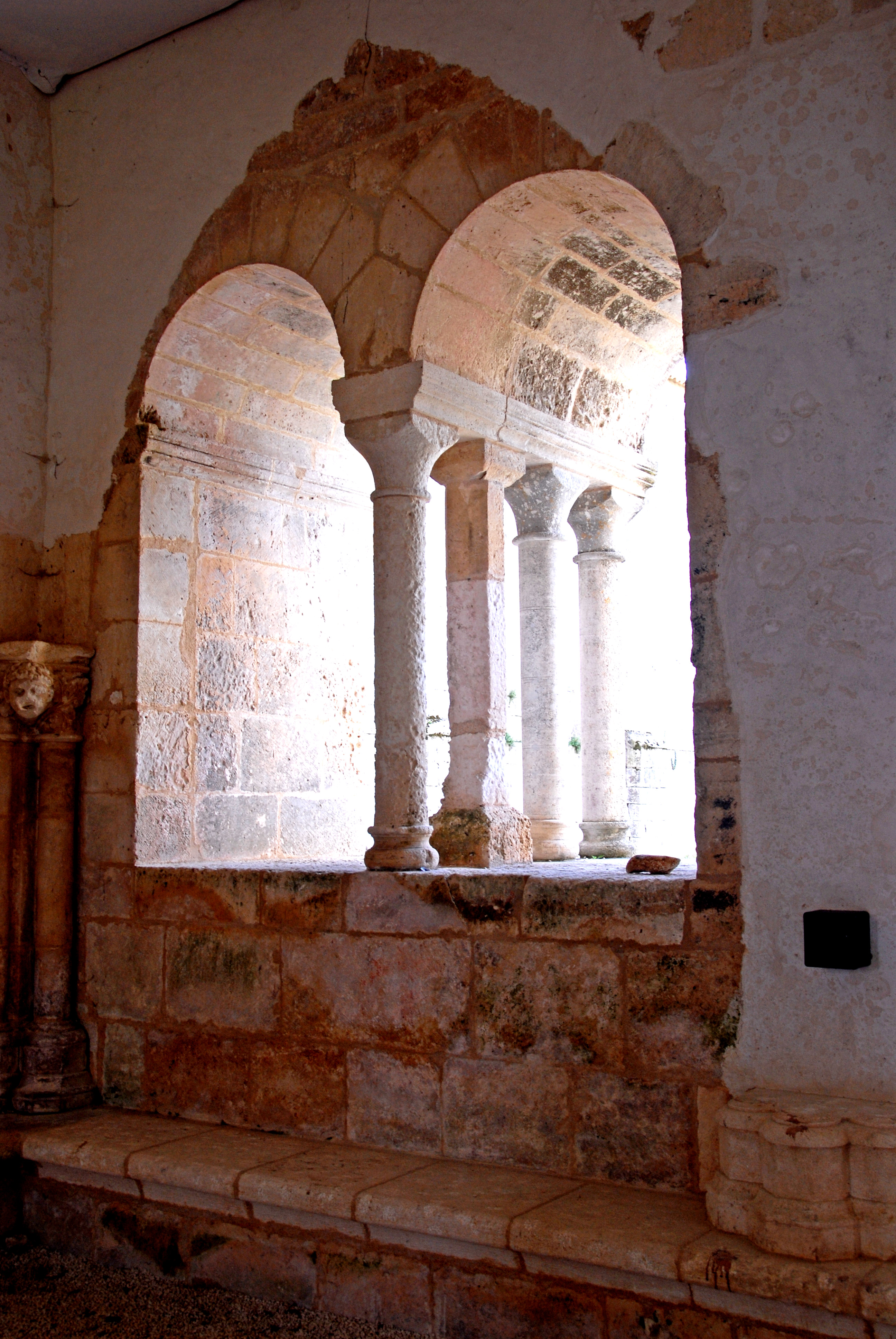
Kapitelsaalfenster
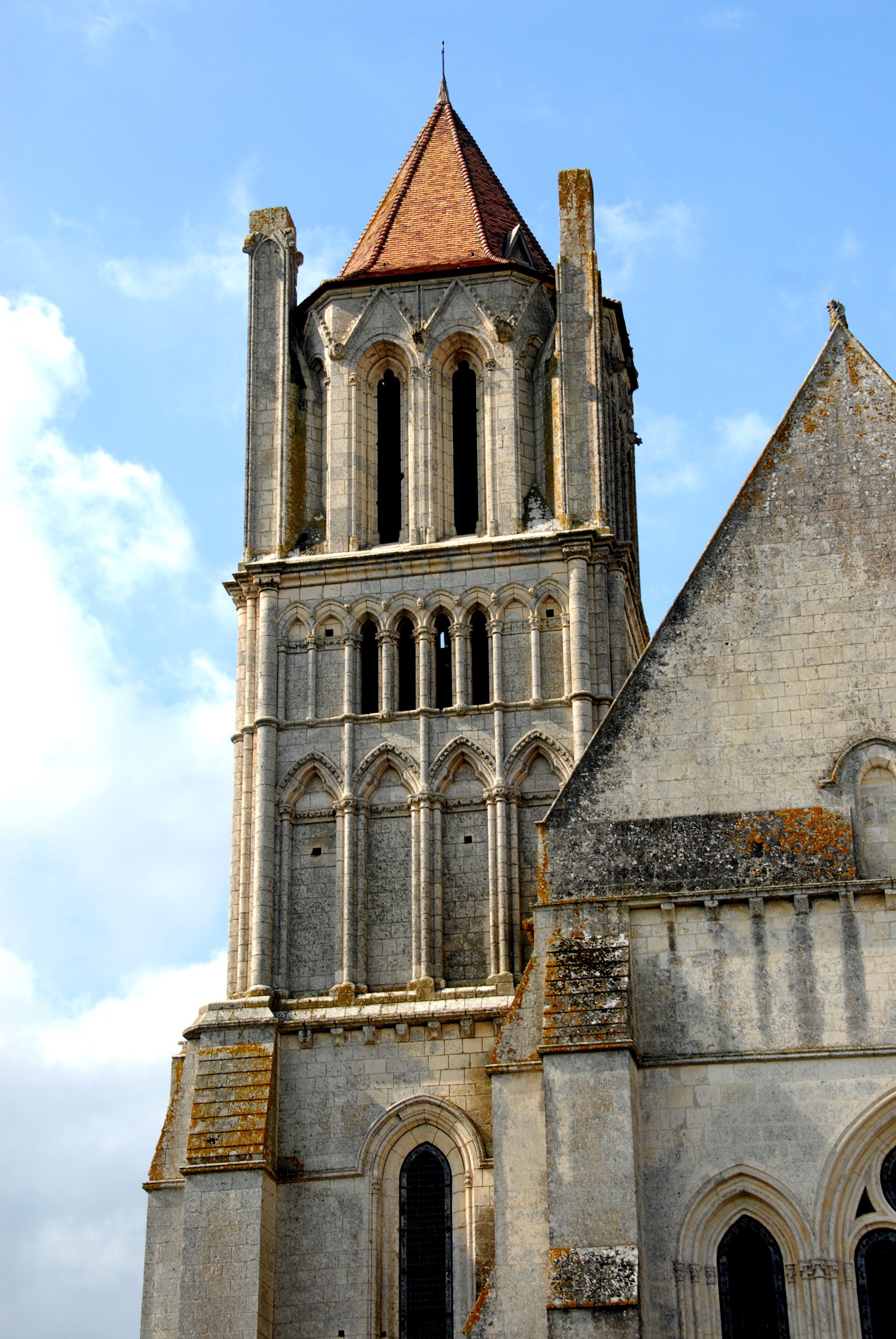
Glockenturm
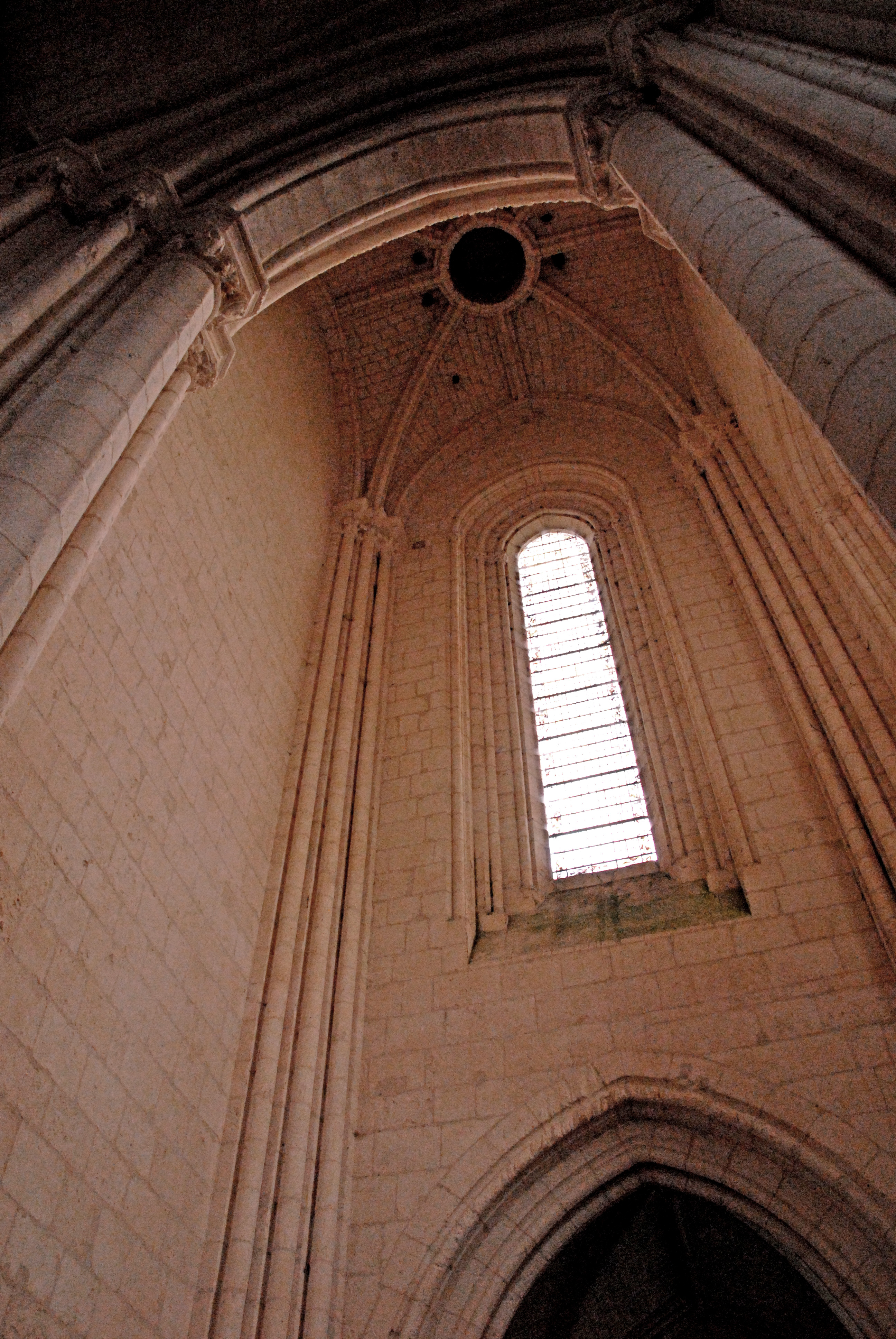
Kapelle unter dem Glockenturm
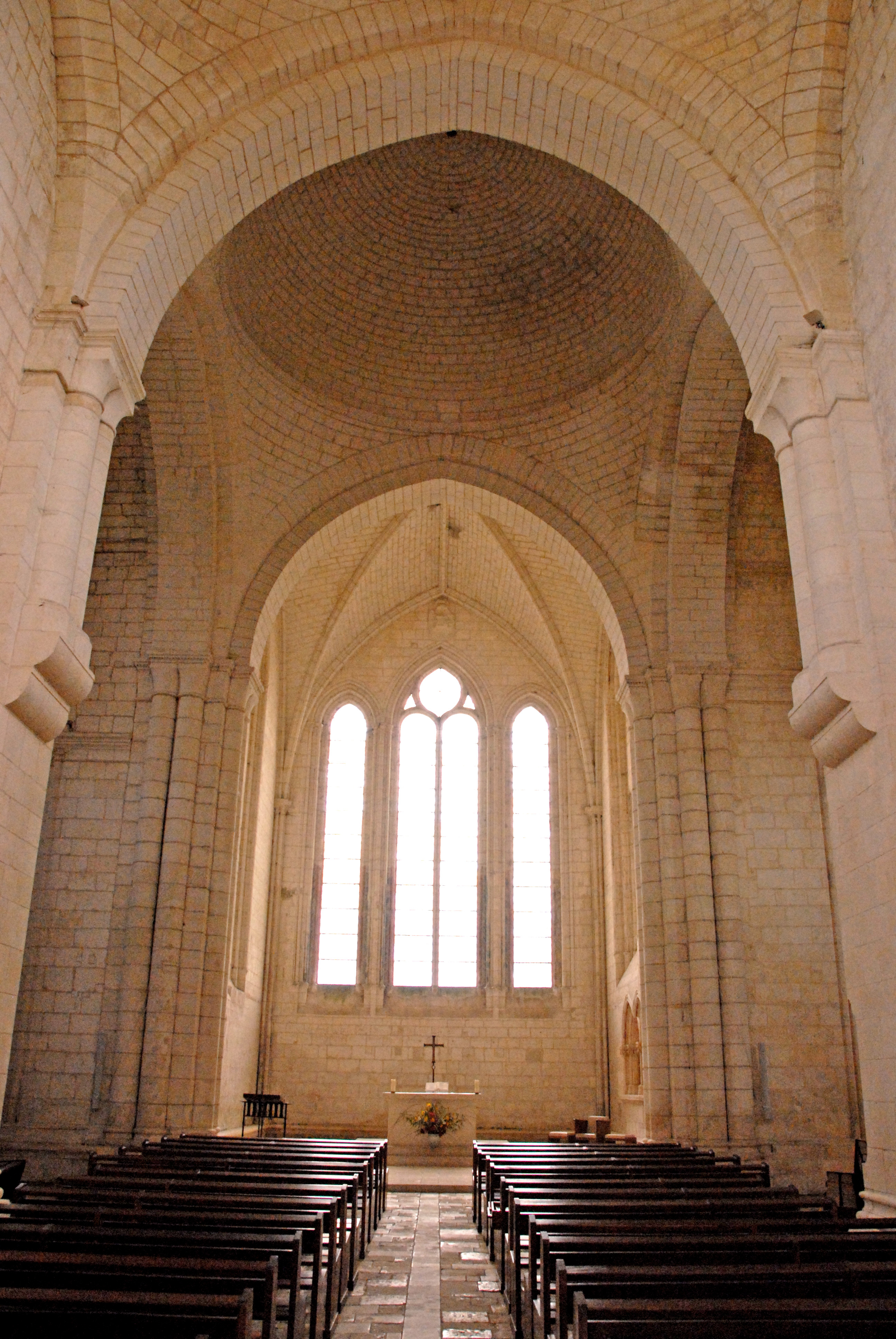
Vierungskuppel und Chor

## Übrige Klostergebäude

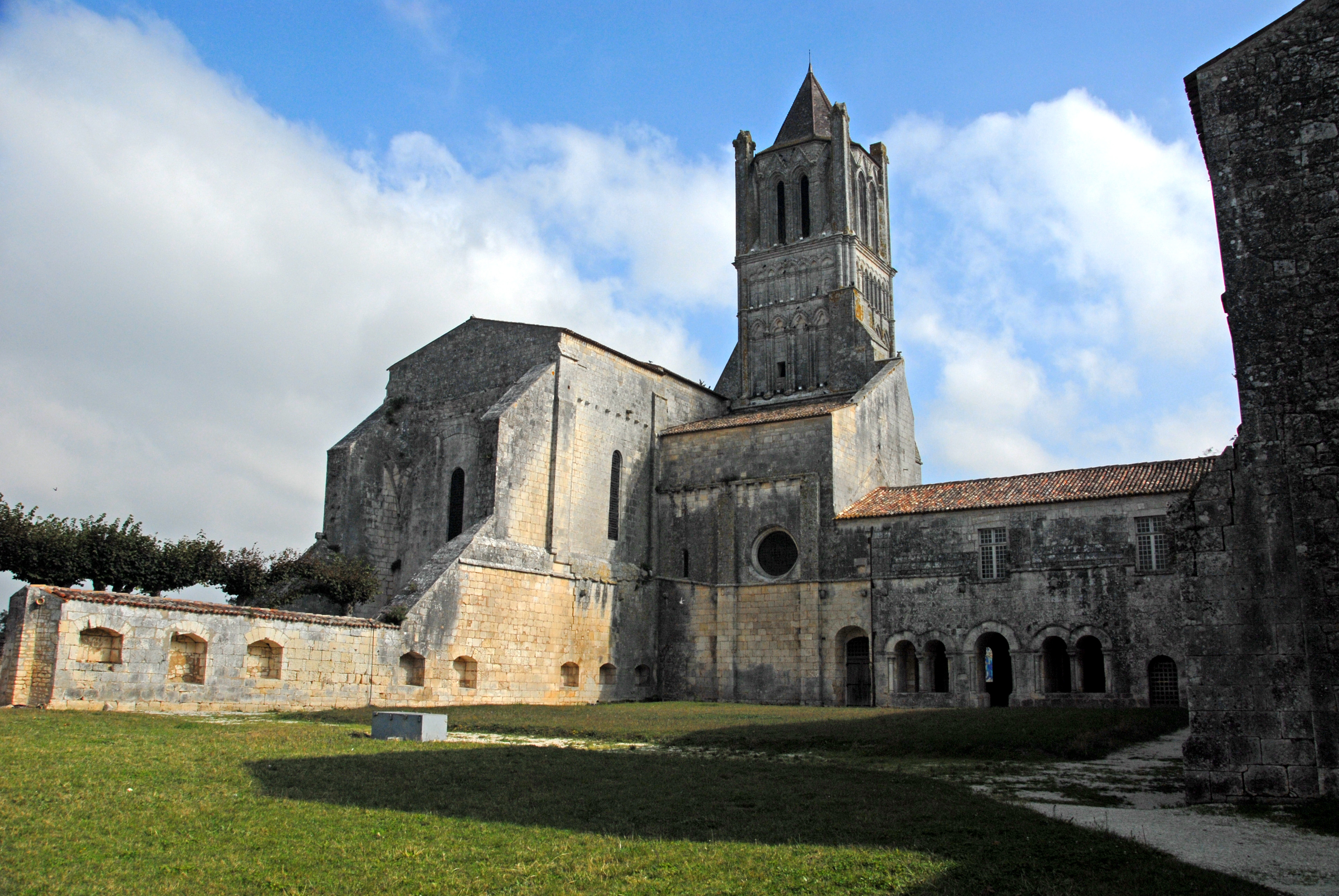
Hof mit ehemaligem Kreuzgang

Auf der nördlichen Gebäudeseite kann man die ursprünglichen Elemente des Kreuzgangs und dessen Umfang erahnen. Die ihn umgebenden Bauteile sind auf immerhin drei Seiten noch vorhanden, so zum Beispiel der Kapitelsaal mit seiner romanischen Fenster- und Türgruppe und darüber das Dormitorium.
Der Kapitelsaal selbst hat keine romanische Einwölbung mehr, sondern nur noch eine ebene Geschossdecke auf jüngeren Gurtbögen und einer Mittelstütze.